# Gedankenfreiheit
Die Gedankenfreiheit ist insbesondere die Freiheit des weltanschaulichen und politischen Denkens, sie gilt als Menschenrecht. Mit der Gedankenfreiheit wird garantiert, dass jeder seine Gedanken bilden darf, ohne hierbei staatlichem Zwang ausgesetzt zu sein.
Sie bildet die ideelle Grundlage für weitere Freiheiten wie die Meinungsfreiheit und die Religionsfreiheit.

## Ursprung

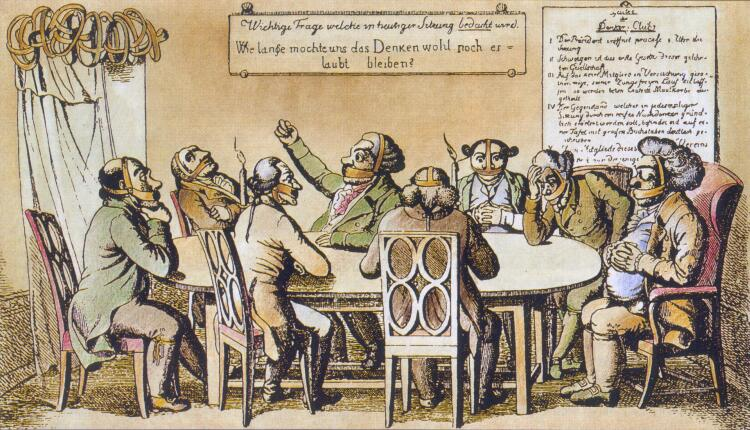
Der Denker-Club, 1819, deutsche Karikatur auf die Karlsbader Beschlüsse, die im Deutschen Bund die „Demagogenverfolgung“ einleiteten

Ursprünglich war die Gedankenfreiheit im Sinne der Meinungsfreiheit, also der Freiheit, seine Gedanken laut und öffentlich auszusprechen, ein Privileg der Herrschenden, das sie nur in Ausnahmefällen auch ihren Untertanen verliehen.
Ab dem Spätmittelalter begann sich die Idee durchzusetzen, dass die Untertanen oder deren Fürsprecher das Recht auf Gedankenfreiheit wenn nötig selbständig einfordern sollten. Verkörpert finden wir diese Idee zum Beispiel in Friedrich Schillers Theaterstück Don Karlos, wo der Marquis von Posa vom absolutistisch herrschenden König Philipp II. verlangt: „Geben Sie Gedankenfreiheit“. Posa bzw. Schiller vertritt hier die Auffassung, dass die Meinungsfreiheit sich aus dem Naturrecht ableiten lasse und vom Staat gewährleistet werden müsse.
Immanuel Kant behauptete in seiner Schrift Was ist Aufklärung?, dass die Meinungsfreiheit (und damit die Gedankenfreiheit) im Zeitalter des Aufgeklärten Absolutismus nicht mehr erkämpft werden müsse, da sie von Fürsten wie Friedrich II. längst gewährleistet werde. Entgegen Kants Behauptung beschnitten Friedrichs Nachfolger im Amt des preußischen Königs die Meinungsfreiheit; die Meinungsfreiheit gehört jedoch zum Wesen eines entwickelten, stabilen Rechtsstaates.

## Das Ideal
Mitte des 19. Jahrhunderts war diese Entwicklung im deutschen Sprachraum abgeschlossen. Das Ideal fand in Hoffmann von Fallerslebens Bearbeitung des Volkslieds Die Gedanken sind frei sein Sinnbild. All seine Aspekte fanden darin ihren adäquaten Ausdruck. Die Gedanken seien nicht nur frei, sie seien auch unergründlich („Wer kann sie erraten?“) und der Erkenntnis verschlossen („Kein Mensch kann sie wissen“). Dem machtvollen „Ich denke, was ich will / Und was mich beglücket“ ließ der Dichter sogleich die sittliche Begrenzung folgen: „Doch alles in der Still / Und wie es sich schicket“. Denn wahre Stärke liege nur in der Beherrschung seiner selbst. Ebenfalls verarbeitet wurde in diesem Bild der Humor, der überall, wo um die Verwirklichung des Ideals gerungen wird, eine maßgebende Rolle spiele: „Man kann ja im Herzen / Stets lachen und scherzen“. Damit kommt auch ein weiterer wichtiger Aspekt der Gedankenfreiheit zum Zuge: die Individualität.
Die Bedeutung dieses Texts für die Idee der Gedankenfreiheit ergibt sich daraus, dass das Lied im deutschen Sprachraum verschiedenen Widerstandsbewegungen als Inspiration gedient hat und von Wander- und Studentenbewegungen aller Art als Hymne benutzt wurde.

## Die Situation heute
Die Allgemeine Erklärung der Menschenrechte der UN hält fest, dass jeder Mensch Anspruch auf Gedankenfreiheit habe. 
Die Gedankenfreiheit wird in Artikel 18 explizit postuliert, allerdings nicht näher detailliert oder ausgeführt. Die Gedankenfreiheit besteht somit neben und unabhängig von der als Meinungsäußerungsfreiheit verstandenen Meinungsfreiheit, die in Artikel 19 der Erklärung geregelt ist. Die Gedankenfreiheit wird eher zusammen mit der Gewissensfreiheit und der Religionsfreiheit gesehen und bezieht sich daher auf die innere Herausbildung von Ansichten und Werten hin zu einer Weltanschauung. Mit der Gewissens- und Gedankenfreiheit ist darum das Recht gemeint, seine Gedanken und sein Gewissen zu bilden, ohne hierbei staatlichem Zwang ausgesetzt zu sein.
Der Anspruch auf Gedankenfreiheit wird in allen Mitgliedstaaten des Europarats durch die Europäische Menschenrechtskonvention gewährleistet, die insoweit gleichlautend zur Allgemeinen Erklärung der Menschenrechte formuliert ist und ebenfalls die Gedankenfreiheit (Artikel 9) von der in Artikel 10 geregelten Meinungs-/Meinungsäußerungsfreiheit trennt.
Die Gedankenfreiheit ist in Deutschland nicht explizit im Grundgesetz geregelt, sondern wird als Teil des Schutzes der Persönlichkeit gemäß Artikel 2 Grundgesetz angesehen. Die Gedanken gehören zum staatlichem Zugriff entzogenen Kernbereich der Persönlichkeit. "Die Gedanken sind grundsätzlich frei, weil Denken für den Menschen eine Existenzbedingung darstellt", dies gilt gemäß BGH auch für nichtöffentliche Selbstgespräche, da Gedanken typischerweise in Form eines "inneren Sprechens" entwickelt werden. Demzufolge sind heimlich abgehörte Selbstgespräche vor Gericht nicht als Beweis verwertbar. Ob dies auch für Aufzeichnungen in einem Tagebuch gilt, ist umstritten; bei der sogenannten "Tagebuchentscheidung" des deutschen Bundesverfassungsgerichts vom September 1989 wurde wegen Stimmengleichheit von 4:4 Richtern keine Grundrechtsverletzung festgestellt.